# Jean Maspero

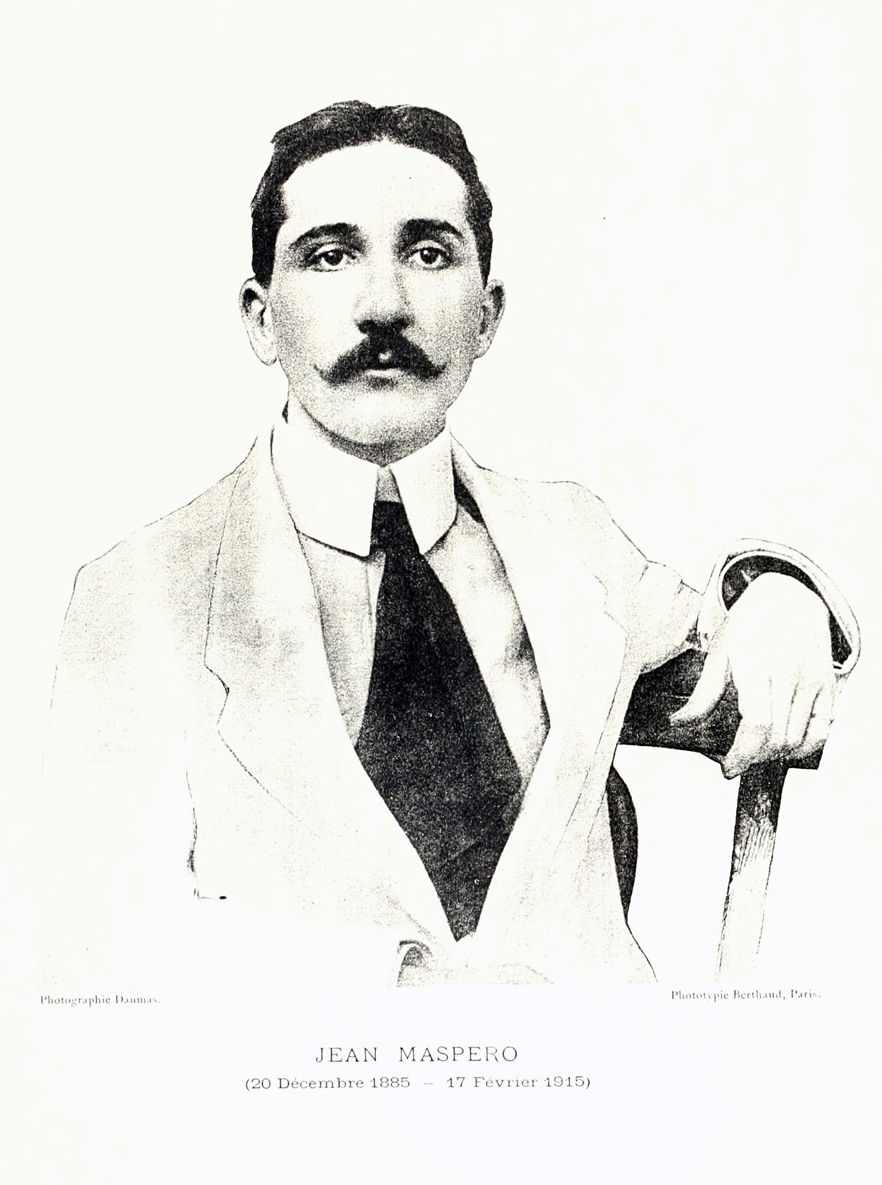
Porträt von Jean Maspero

Jean Maspero (* 20. Dezember 1885 in Paris; † 17. Februar 1915 in Vauquois) war ein französischer Papyrologe. Er war der Sohn des Ägyptologen Gaston Maspero und seiner Frau Louise d’Estournelles de Constant (Schwester von Paul Henri d’Estournelles de Constant, der 1909 den Friedensnobelpreis erhielt) und Bruder von Henri Maspero und Georges Maspero.

## Schriften (Auswahl)
- Organisation militaire de l’Égypte byzantine. Éditions Honoré Champion, Paris 1912 (online).
- Horapollon et la fin du paganisme égyptien. In: Bulletin de l‘Institut Français d'Archéologie Orientale. Band 11, 1914, S. 163–195, ISSN 0255-0962 (online).
- Papyrus grecs d’époque byzantine (Catalogue général des antiquités égyptiennes). 3 Bände, Imprimerie de l‘Institut français d’archéologie orientale, Kairo 1911–1916 (online).
- Fouilles exécutées à Bawit par Jean Maspero, notes mises en ordre et éditées par Étienne Drioton. Premier fascicule. Imprimerie de l‘Institut français d’archéologie orientale, Kairo 1932 (online).